# Granace
Granace település Franciaországban, Corse-du-Sud megyében. Lakosainak száma 92 fő (2022. január 1.). Granace Foce, Olmiccia, Sartène és Sainte-Lucie-de-Tallano községekkel határos.

## Népesség
A település népességének változása:
| Lakosok száma | 93   | 107  | 82   | 59   | 64   | 80   | 90   | 94   | 93   | 92   |
|               | 1968 | 1982 | 1990 | 2006 | 2013 | 2015 | 2017 | 2019 | 2020 | 2022 |